# ナイキ・ジャベリン
ナイキ・ジャベリン（Nike Javelin）はアメリカ合衆国の観測ロケット。2段式ロケットで、1964年から1978年にかけて67基打ち上げられた。うち失敗3回。

## 性能
- 高度：130km
- 推力：217kN
- 合計質量：900 kg
- 全長：8.20 m
- 直径：0.42 m
- 初発射：1963-5-29
- 最終発射 ：1978-10-26